# Wettermessung

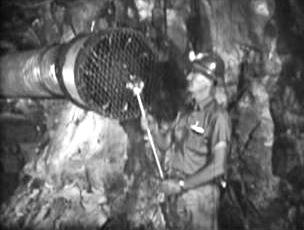
Wettermessung durch einen Wettermann in einem Uranbergwerk an einem Luttenlüfter mit Anemometer zur Ermittelung der Wettergeschwindigkeit (USA, 1960er-Jahre)

Als Wettermessung bezeichnet man im Bergbau die messtechnische Erfassung der Wetter im Grubengebäude. Durch die Wettermessung erfolgt, je nach Messmethode, sowohl eine qualitative als auch eine quantitative Messung der Wetter. Dabei werden bestimmte, für die Überwachung der Bewetterung erforderliche, Kennwerte ermittelt und ausgewertet.

## Grundlagen und Geschichte
Damit die Bewetterung der einzelnen Grubenbaue ordnungsgemäß funktioniert, muss die Beschaffenheit der Wetter regelmäßig kontrolliert werden. Ab dem 16. Jahrhundert verließen sich die Bergleute auf Kanarienvögel, die sie durch ihr Verhalten vor Bösen Wettern schützen sollten. Auch in der ersten Hälfte des 19. Jahrhunderts fand noch keine Messung der Wetter statt. Man beschränkte sich auf Beobachtungen der Einleitung des Wetterzuges in das Grubengebäude. Diese Beobachtungen erstreckten sich auf die regelmäßige Kontrolle der Wettertüren auf Dichtigkeit und der Lutten auf Funktion und Beschaffenheit. Außerdem war man bestrebt, die Wetterwege möglichst geradlinig zu gestalten und für jede Grube einen Wetterriß zu erstellen, um so einen genauen Überblick über die Wetterführung zu haben. In der zweiten Hälfte des 19. Jahrhunderts wurden bereits einfache Messungen der Wettergeschwindigkeit in den Bergwerken durchgeführt. Nach Inkrafttreten der Wetterpolizeiverordnung im Jahre 1888 wurden auf den sogenannten Schlagwettergruben regelmäßige Untersuchungen der betroffenen Grubenbaue vorgeschrieben. Auch die Befahrung der Schlagwetterbereiche durch einen Wettermann wurde vorgeschrieben. Allerdings gab es keinerlei Vorschriften zur Kontrolle der Wettertemperaturen oder zu Wetterbetriebsplänen. Dieses lag im Ermessen der jeweils zuständigen Bergbehörde. Im Laufe der folgenden Jahre wurden für bestimmte Bergwerke von den Bergämtern Spezialvorschriften zu weiteren Sicherheitsmaßnahmen erlassen. So mussten z. B. auf den betroffenen Bergwerken Wetteranalysen durchgeführt werden und zur Beaufsichtigung der Wetterwirtschaft ein Wettersteiger bestellt werden. Mit Inkrafttreten der Wetterpolizeiverordnung vom 12. Dezember des Jahres 1900 wurde dieses für alle Bergwerke des rheinisch westfälischen Bergreviers zur Vorschrift.

## Einfache Messmethoden

### Messung der Wettergeschwindigkeit
Die Wettergeschwindigkeit wurde hierbei mittels zweier einfacher Verfahren durch indirekte Messung ermittelt. Dafür gab es zwei Möglichkeiten, das Abschreiten eines Streckenabschnittes mit einem offenen Licht oder das Abbrennen von Pulver oder Schwamm. Bei der ersten Methode wurde eine vorher abgemessene Strecke von 100 Metern mehrfach mit einem offenen Geleucht in Richtung des Wetterstromes abgeschritten. Das Abschreiten musste dabei mit einer Schrittgeschwindigkeit vonstattengehen, so dass die Flamme des Geleuchts nicht gebeugt wurde, sondern senkrecht stehen blieb. Die Zeit, die für das Abschreiten benötigt wurde, wurde mit einer Stoppuhr gemessen. Anschließend wurde die Wettergeschwindigkeit aus den Werten Länge und Zeit rechnerisch ermittelt. Um ein genaueres Ergebnis zu erhalten, musste die Messung zwei- bis dreimal wiederholt werden. Bei der zweiten Methode wurde ebenfalls eine zuvor abgemessene Strecke benötigt. Zur Messung wurde ein spezielles Pulver oder Schwamm abgebrannt. Der bei der Verbrennung entstehende Rauch wird vom Wetterzug mitgenommen. Die Zeit, die zwischen dem Aufblitzen der Flamme und dem Eintreffen des Rauches am Beobachtungspunkt der Messstrecke verstreicht, wurde mit einer Stoppuhr gemessen. Aus den Werten Abstand und Laufzeit wurde die Wettergeschwindigkeit rechnerisch ermittelt. Das Verfahren ließ sich nur in regelmäßigen Strecken durchführen, in denen man vom Beobachtungspunkt den Anfangspunkt sehen konnte. Anstelle des Abbrennens von Pulver oder Schwamm kann man auch leichte Flocken in den Wetterzug streuen und entsprechend beobachten.

### Messung mittels Wetterlampe
Zur Messung von matten Wettern lässt sich die mit Benzin betriebene Wetterlampe verwenden. Zur Messung wird die Flamme auf einen Zentimeter Höhe zurückgeschraubt und anschließend wird die Lampe in den zu messenden Bereich gehalten. Wird die Flamme kleiner oder erlischt sogar ganz, liegt der Sauerstoffgehalt bei 17,5 Prozent oder darunter. Früher wurden Wetterlampen auch zur Messung von Methan verwendet, indem man die Färbung der Flammenspitze beobachtete. Die Größe der Aureole bei der Messung hängt von der Konzentration des Methans im Wetterstrom ab. Die Messung erfolgte hierbei optisch und empirisch und ergab keine genauen Werte.

## Moderne Messmethoden
Hierbei werden zur Messung der Wetter Wettermessgeräte verwendet. Neben der Wettergeschwindigkeit werden mit den jeweiligen Messgeräten die Gehalte von Schadgasen wie Kohlenmonoxid oder Methan gemessen. Weiterhin werden auch die Temperatur der Grubenwetter und der Feuchtigkeitsgehalt der Wetter gemessen, um so das Grubenklima zu ermitteln. Um einen Bezugspunkt für die Messungen im Grubengebäude zu haben, erfolgt die erste Messung im Bereich der Rasenhängebank. Weitere Messungen erfolgen dann an bestimmten Punkten im Grubengebäude, den Wettermeßstellen. Dabei werden die unterschiedlichsten Messgeräte verwendet, die eine genaue Überwachung der Wetter ermöglichen. Neben der manuellen Messung bestimmter Werte, gibt es auch die kontinuierliche Messung. Um die Betriebspunkte mit Sonderbewetterung zu überwachen, werden speziell hierfür entwickelte Auswertegeräte eingesetzt. Diese Geräte sind mikroprozessorgesteuert und erfassen die erforderlichen Werte über einen dazugehörigen Messwertaufnehmer. Dadurch ist eine weitgehend fehlerfreie Messung des Wetterstromes in sonderbewetterten Betrieben möglich.

### Messung der Wettergeschwindigkeit
Für die Messung der Wettergeschwindigkeit werden im Bergbau spezielle Wettergeschwindigkeitsmessgeräte verwendet. Hierfür eignen sich Messgeräte wie das Flügelradanemometer, das Schalenkreuzanemometer oder der Luga-Messer. Damit die Messung in einer Strecke auch relativ genau wird, muss die Messung über den gesamten Streckenquerschnitt erfolgen. Außerdem muss der Bergmann, der die Messung durchführt, sich während der Messung dicht an den Stoß stellen. Dies ist erforderlich, damit der Streckenquerschnitt nach Möglichkeit nur wenig beeinflusst wird. Außerdem darf der Messende seinen Standort während der Messung nicht verändern. Für die Messung gibt es zwei Messverfahren, die Netz- auch Gitternetzmessung oder Punktmessung genannt und die Schlaufenmessung. Bei beiden Messungen kommt man zu Messergebnissen mit annähernd gleicher Genauigkeit. Bei der Netzmessung muss der Streckenquerschnitt in ein Netz aus einzelnen Quadranten unterteilt werden. An jedem Schnittpunkt der fiktiven Netzlinien wird nun eine Messung durchgeführt. Die Messwerte werden notiert. Zum Schluss wird aus allen Messwerten das arithmetische Mittel gebildet. Wesentlich einfacher zu handhaben ist die Schlaufenmessung. Bei dieser Methode wird das an einem Messstock angebrachte Messinstrument in annähernd gleichen Schlaufen über den gesamten Querschnitt geführt. Bei der Lugamessung wird mittels eines Luga-Messers die Wettergeschwindigkeit augenblicklich gemessen. Hierfür muss eine entsprechend abgestimmte Düse auf die Luftaustrittsöffnung des Messgerätes gesteckt werden. Aus der gemessenen Wettergeschwindigkeit und dem bekannten Streckenquerschnitt lässt sich die Wettermenge rechnerisch ermitteln.